# Championnat des îles Caïmans de football 2006
Navigation
Saison précédente Saison suivante
La saison 2006 du Championnat des îles Caïmans de football est la vingt-septième édition de la première division aux Îles Caïmans, nommée CIFA National Premier League. L'ensemble des clubs caïmanais participe à la compétition, à la suite de la fusion des deux divisions nationales. Par conséquent, il n'y a ni promotion, ni relégation en fin de saison.
La compétition se déroule en deux phases :
- lors de la phase de poules, les clubs sont répartis en deux groupes, où chaque équipe rencontre deux fois les formations de son groupe et une seule fois celles de l'autre groupe.
- la phase finale, jouée sous forme de matchs à élimination directe, est disputée par les deux premiers de chaque groupe, avec demi-finales et finale.

C'est le club de Scholars International qui remporte la compétition cette saison après avoir battu George Town SC lors de la finale nationale. Il s’agit du quatrième titre de champion des îles Caïmans de l'histoire du club, qui réalise même le doublé en s'imposant en finale de la Coupe des îles Caïmans, face à Money Express FC.
Bodden Town FC fait son retour en championnat alors que la formation de Her Majesty's Prison n'y participe pas.

## Qualifications continentales
Cette saison, aucun club caïmanais ne prend part à la CFU Club Championship 2006.

## Les clubs participants
- Scholars International
- Latinos FC
- Academy SC
- North Side FC
- Money Express FC[1]
- George Town SC
- Roma FC
- Tigers FC
- FC International
- Sunset FC
- Future SC
- Bodden Town FC
- East End United

## Compétition
Le barème de points servant à établir le classement se décompose ainsi :
- Victoire : 3 points
- Match nul : 1 point
- Défaite : 0 point

### Classement

#### Phase de groupes
| Rang | Équipe                  | Pts | J  | G  | N | P  | Bp | Bc | Diff |
| ---- | ----------------------- | --- | -- | -- | - | -- | -- | -- | ---- |
| 1    | Scholars InternationalC | 38  | 17 | 11 | 5 | 1  | 35 | 14 | +21  |
| 2    | George Town SC          | 32  | 17 | 9  | 5 | 3  | 35 | 11 | +24  |
| 3    | Latinos FC              | 32  | 17 | 9  | 5 | 3  | 33 | 16 | +17  |
| 4    | Future SC               | 29  | 17 | 9  | 2 | 6  | 28 | 18 | +10  |
| 5    | Academy SC              | 10  | 17 | 3  | 1 | 13 | 21 | 64 | -43  |
| 6    | Tigers FC               | 7   | 17 | 2  | 1 | 14 | 18 | 48 | -30  |

| Rang | Équipe            | Pts | J  | G  | N | P  | Bp | Bc | Diff |
| ---- | ----------------- | --- | -- | -- | - | -- | -- | -- | ---- |
| 1    | Money Express FCT | 37  | 18 | 11 | 4 | 3  | 57 | 15 | +42  |
| 2    | Roma FC           | 32  | 18 | 9  | 5 | 4  | 31 | 21 | +10  |
| 3    | FC International  | 27  | 18 | 7  | 6 | 5  | 47 | 37 | +10  |
| 4    | North Side FC     | 25  | 18 | 7  | 4 | 7  | 32 | 31 | +1   |
| 5    | Sunset FC         | 23  | 18 | 7  | 2 | 9  | 32 | 34 | -2   |
| 6    | East End United   | 18  | 18 | 5  | 3 | 10 | 31 | 45 | -14  |
| 7    | Bodden Town FC    | 9   | 18 | 2  | 3 | 13 | 24 | 70 | -46  |

|  | Qualification pour la phase finale                             |
|  | T : Tenant du titre C : Vainqueur de la Coupe des îles Caïmans |

#### Phase finale
|  | Demi-finales           | Demi-finales           | Demi-finales           | Demi-finales           |                |                | Finale      | Finale      | Finale      | Finale      |
|  |                        |                        |                        |                        |                |                |             |             |             |             |
|  | 6 et 15 mai 2006       | 6 et 15 mai 2006       | 6 et 15 mai 2006       | 6 et 15 mai 2006       |                |                | 28 mai 2006 | 28 mai 2006 | 28 mai 2006 | 28 mai 2006 |
|  | George Town SC         | George Town SC         | 1                      | ?                      |                |                | 28 mai 2006 | 28 mai 2006 | 28 mai 2006 | 28 mai 2006 |
|  | George Town SC         | George Town SC         | 1                      | ?                      |                |                | 28 mai 2006 | 28 mai 2006 | 28 mai 2006 | 28 mai 2006 |
|  | Money Express FC       | Money Express FC       | 0                      | ?                      |                |                | 28 mai 2006 | 28 mai 2006 | 28 mai 2006 | 28 mai 2006 |
|  | Money Express FC       | Money Express FC       | 0                      | ?                      | George Town SC | George Town SC | 1           | 1           |             |             |
|  | 7 et 14 mai 2006       |                        |                        |                        | George Town SC | George Town SC | 1           | 1           |             |             |
|  |                        |                        | Scholars International | Scholars International | 2              | 2              |             |             |             |             |
|  | Scholars International | Scholars International | Scholars International | Scholars International | 2              | 2              | 0           | ?           |             |             |
|  | Scholars International | Scholars International |                        |                        |                |                |             | ?           |             |             |
|  | Roma FC                | Roma FC                | 1                      | ?                      |                |                |             |             |             |             |
|  | Roma FC                | Roma FC                | 1                      | ?                      |                |                |             |             |             |             |

## Bilan de la saison
| Championnat des îles Caïmans de football 2006 |                                   |
| Champion                                      | Scholars International (4e titre) |
| Coupes et trophées                            |                                   |
| Vainqueur de la Coupe des îles Caïmans 2006   | Scholars International            |
| Qualifications continentales                  |                                   |
| CFU Club Championship 2006                    | Aucun                             |
| Promotions et relégations                     |                                   |
| Promus en CIFA National Premier League        | Aucun                             |
| Relégués en Division One                      | Aucun                             |